# Campionat del Món d'atletisme en pista coberta de 2008
El Campionat del Món d'atletisme en pista coberta de 2008 fou la dotzena edició del Campionat del Món d'atletisme en pista coberta i es disputà entre els dies 7 i 9 de març de 2008 al Palau Velòdrom Lluís Puig de València (País Valencià).

## Medallistes

### Categoria masculina
| Event | Or                                                                      | Or                                | Plata                                                                        | Plata      | Bronze                                                                            | Bronze     |
| 60 m | Olusoji A. Fasuba · Nigèria                                             | 6.51 WL                           | Dwain Chambers · Regne Unit                                                  | 6.54       | no es concedí                                                                     |            |
| 60 m | Olusoji A. Fasuba · Nigèria                                             | Kim Collins · Saint Kitts i Nevis |                                                                              |            | no es concedí                                                                     |            |
| 400 m | Tyler Christopher · Canadà                                              | 45.67 WL                          | Johan Wissman · Suècia                                                       | 46.04 PB   | Chris Brown · Bahames                                                             | 46.26 SB   |
| 800 m | Abubaker Kaki · Sudan                                                   | 1:44.81 WL                        | Mbulaeni Mulaudzi · Sud-àfrica                                               | 1:44.91 NR | Yusuf Saad Kamel · Bahrain                                                        | 1:45.26 AR |
| 1500 m | Deresse Mekonnen · Etiòpia                                              | 3:38.23                           | Daniel Kipchirchir Komen · Kenya                                             | 3:38.54    | Juan Carlos Higuero · Espanya                                                     | 3:38.82    |
| 3000 m | Tariku Bekele · Etiòpia                                                 | 7:48.23                           | Paul Kipsiele Koech · Kenya                                                  | 7:49.05    | Abreham Cherkos · Etiòpia                                                         | 7:49.96    |
| 60 m. tanques | Liu Xiang · R.P. de la Xina                                             | 7.46 SB                           | Allen Johnson · Estats Units                                                 | 7.55       | Evgeniy Borisov · Rússia                                                          | 7.60       |
| 60 m. tanques | Liu Xiang · R.P. de la Xina                                             |                                   | Allen Johnson · Estats Units                                                 |            | Staņislavs Olijars · Letònia                                                      | 7.60       |
| relleus 4x400 m. llisos | Estats UnitsJames Davis · Jamaal Torrance · Greg Nixon · Kelly Willie · | 3:06.79 WL                        | JamaicaMichael Blackwood · Edino Steele · Adrian Findlay · DeWayne Barrett · | 3:07.69 SB | República DominicanaArismendy Peguero · Carlos Santa · Pedro Mejía · Yoel Tapia · | 3:07.77 NR |
| Salt d'alçada | Stefan Holm · Suècia                                                    | 2.36                              | Yaroslav Rybakov · Rússia                                                    | 2.34       | Andra Manson · Estats Units                                                       | 2.30       |
| Salt d'alçada | Stefan Holm · Suècia                                                    |                                   | Yaroslav Rybakov · Rússia                                                    |            | Kyriakos Ioannou · Xipre                                                          | 2.30       |
| Salt amb perxa | Yevgeniy Lukyanenko · Rússia                                            | 5.90 WL                           | Brad Walker · Estats Units                                                   | 5.85 PB    | Steven Hooker · Austràlia                                                         | 5.80 SB    |
| Salt de llargada | Godfrey Khotso Mokoena · Sud-àfrica                                     | 8.08 SB                           | Chris Tomlinson · Regne Unit                                                 | 8.06       | Mohamed Al-Khuwalidi · Aràbia Saudita                                             | 8.01       |
| Triple salt | Phillips Idowu · Regne Unit                                             | 17.75 NR, WL                      | Arnie David Giralt · Cuba                                                    | 17.47 SB   | Nelson Évora · Portugal                                                           | 17.27      |
| Llançament de pes | Christian Cantwell · Estats Units                                       | 21.77                             | Reese Hoffa · Estats Units                                                   | 21.20      | Tomasz Majewski · Polònia                                                         | 20.93 NR   |
| Heptatló | Bryan Clay · Estats Units                                               | 6371 WL                           | Andrei Krauchanka · Belarús                                                  | 6234 NR    | Dmitriy Karpov · Kazakhstan                                                       | 6131       |
| AR Rècord del continent \| CR Rècord del campionat \| NR Rècord nacional \| OR Rècord olímpic \| PB/PR Millor marca personal/Rècord personal SB Millor marca personal de la temporada \| WL Millor marca mundial de l'any \| WR Rècord del món |                                                                         |                                   |                                                                              |            |                                                                                   |            |

### Categoria femenina
| Event | Or                                                                           | Or         | Plata                                                                      | Plata      | Bronze                                                                            | Bronze     |
| 60 m | Angela Williams · Estats Units                                               | 7.06 WL    | CJeanette Kwakye · Regne Unit                                              | 7.08 NR    | Tahesia Harrigan · Illes Verges Britàniques                                       | 7.09 NR    |
| 400 m | Olesya Zykina · Rússia                                                       | 51.09 WL   | Natalya Nazarova · Rússia                                                  | 51.10 SB   | Shareese Woods · Estats Units                                                     | 51.41 PB   |
| 800 m | Tamsyn Lewis a · Austràlia                                                   | 2:02.57    | Tetiana Petlyuk · Ucraïna                                                  | 2:02.66    | Maria Mutola · Moçambic                                                           | 2:02.97    |
| 1500 m | Gelete Burka · Etiòpia                                                       | 3:59.75 AR | Maryam Yusuf Jamal · Bahames                                               | 3:59.79 AR | Daniela Yordanova · Bulgària                                                      | 4:04.19 NR |
| 3000 m | Meseret Defar · Etiòpia                                                      | 8:38.79    | Meselech Melkamu · Etiòpia                                                 | 8:41.50    | Mariem Alaoui Selsouli · Marroc                                                   | 8:41.66    |
| 60 m. tanques | LoLo Jones · Estats Units                                                    | 7.80       | Candice Davis · Estats Units                                               | 7.93       | Anay Tejeda Plantilla:CUN                                                         | 7.98       |
| relleus 4x400 m. llisos | RússiaYuliya Gushchina · Tatyana Levina · Natalya Nazarova · Olesya Zykina · | 3:28.17 WL | BelarúsAnna Kozak · Iryna Khliustava · Sviatlana Usovich · Ilona Usovich · | 3:28.90 SB | Estats UnitsAngel Perkins · Miriam Barnes · Shareese Woods · Moushaumi Robinson · | 3:29.30 SB |
| Salt d'alçada | Blanka Vlašić · Croàcia                                                      | 2.03       | Ielena Slesarenko · Rússia                                                 | 2.01       | Vita Palamar · Ucraïna                                                            | 2.01 NR    |
| Salt amb perxa | Ielena Issinbàieva · Rússia                                                  | 4.75       | Jennifer Stuczynski · Estats Units                                         | 4.75 PB    | Fabiana Murer · Brasil                                                            | 4.70 AR    |
| Salt amb perxa | Ielena Issinbàieva · Rússia                                                  |            | Jennifer Stuczynski · Estats Units                                         |            | Monika Pyrek · Polònia                                                            | 4.70 SB    |
| Salt de llargada | Naide Gomes · Portugal                                                       | 7.00 WL    | Maurren Maggi · Brasil                                                     | 6.89 AR    | Irina Simagina · Rússia                                                           | 6.88       |
| Triple salt | Yargelis Savigne · Cuba                                                      | 15.05 AR   | Hrysopiyi Devetzi · Grècia                                                 | 15.00 NR   | Marija Šestak · Eslovènia                                                         | 14.68      |
| Llançament de pes | Valerie Vili · Nova Zelanda                                                  | 20.19 AR   | Nadzeya Ostapchuk · Belarús                                                | 19.74      | Li Meiju · R.P. de la Xina                                                        | 19.09 PB   |
| Pentatló | Tia Hellebaut · Bèlgica                                                      | 4867 WL    | Kelly Sotherton · Regne Unit                                               | 4852 SB    | Anna Bogdanova · Rússia                                                           | 4753       |
| AR Rècord del continent \| CR Rècord del campionat \| NR Rècord nacional \| OR Rècord olímpic \| PB/PR Millor marca personal/Rècord personal SB Millor marca personal de la temporada \| WL Millor marca mundial de l'any \| WR Rècord del món |                                                                              |            |                                                                            |            |                                                                                   |            |

## Medaller
| Pos.  | País                     | Or | Plata | Bronze | Total |
| 1     | Estats Units             | 5  | 5     | 3      | 13    |
| 2     | Rússia                   | 4  | 4     | 3      | 11    |
| 3     | Ethiopia                 | 4  | 2     | 1      | 7     |
| 4     | Regne Unit               | 1  | 4     |        | 5     |
| 5     | Cuba                     | 1  | 1     | 1      | 3     |
| 6     | Suècia                   | 1  | 1     | 0      | 2     |
| 6     | Sud-àfrica               | 1  | 1     | 0      | 2     |
| 8     | Austràlia                | 1  | 0     | 1      | 2     |
| 8     | Portugal                 | 1  | 0     | 1      | 2     |
| 8     | R.P. de la Xina          | 1  | 0     | 1      | 2     |
| 11    | Bèlgica                  | 1  | 0     | 0      | 1     |
| 11    | Canadà                   | 1  | 0     | 0      | 1     |
| 11    | Croàcia                  | 1  | 0     | 0      | 1     |
| 11    | Nigèria                  | 1  | 0     | 0      | 1     |
| 11    | Nova Zelanda             | 1  | 0     | 0      | 1     |
| 11    | Sudan                    | 1  | 0     | 0      | 1     |
| 17    | Belarús                  | 0  | 3     | 0      | 3     |
| 18    | Kenya                    | 0  | 2     | 0      | 2     |
| 19    | Brasil                   | 0  | 1     | 1      | 2     |
| 19    | Ucraïna                  | 0  | 1     | 1      | 2     |
| 21    | Grècia                   | 0  | 1     | 0      | 1     |
| 21    | Jamaica                  | 0  | 1     | 0      | 1     |
| 21    | Saint Kitts i Nevis      | 0  | 1     | 0      | 1     |
| 24    | Polònia                  | 0  | 0     | 2      | 2     |
| 25    | Aràbia Saudita           | 0  | 0     | 1      | 1     |
| 25    | Bahames                  | 0  | 0     | 1      | 1     |
| 25    | Bahrain                  | 0  | 0     | 1      | 1     |
| 25    | Bulgària                 | 0  | 0     | 1      | 1     |
| 25    | Eslovènia                | 0  | 0     | 1      | 1     |
| 25    | Espanya                  | 0  | 0     | 1      | 1     |
| 25    | Illes Verges Britàniques | 0  | 0     | 1      | 1     |
| 25    | Kazakhstan               | 0  | 0     | 1      | 1     |
| 25    | Letònia                  | 0  | 0     | 1      | 1     |
| 25    | Marroc                   | 0  | 0     | 1      | 1     |
| 25    | Moçambic                 | 0  | 0     | 1      | 1     |
| 25    | República Dominicana     | 0  | 0     | 1      | 1     |
| 25    | Xipre                    | 0  | 0     | 1      | 1     |
| Total | Total                    | 26 | 27    | 28     | 81    |